# Серпокрилець андійський
Серпокрилець андійський (Aeronautes andecolus) — вид птахів родини серпокрильцевих (Apodidae).

## Поширення
Вид поширений в Андах (в Перу, Болівії, Аргентині та на півночі Чилі). Населяє напівпосушливі гірські чагарникові ландшафти, хоча він також трапляється як у сухіших, так і в вологіших районах. Іноді його можна побачити над лісистими схилами. Трапляється на висоті між 2500 і 3550 м в Перу і Болівії і між 2000 і 2500 м в Аргентині. Він був зареєстрований на висоті вище 4100 м у Перу.

## Опис
Птах завдовжки приблизно 14 см. Має загострені крила і довгий глибоко роздвоєний хвіст. Дорослі особини номінального підвиду мають переважно чорну верхню частину тіла з білим коміром і смугою на крупі. Обличчя та нижня частина тіла переважно від білого до брудно білого з плямами на боках і підхвісті. Підвид A. a. parvulus менший за номінальний, а межі між чорними та білими ділянками дуже чіткі. A. a. peruvianus також менший. Його хвіст коротший і менш глибоко роздвоєний, біле оперення чистіше, а підхвістя темніше.

## Підвиди
- Aeronautes andecolus andecolus (d’Orbigny & Lafresnaye, 1837)[5] — в східних Андах Болівії та Аргентини;
- Aeronautes andecolus parvulus (Berlepsch & Stolzmann, 1892)[6] — поширений в Перу та на півночі Чилі;
- Aeronautes andecolus peruvianus (Chapman, 1919)[7] — мешкає у міжгірських долина на півдні Перу.